# 비탄의 아리아
《비탄의 아리아》(일본어: 緋弾のアリア)는 일본의 소설가인 아카마츠 츄가쿠가 집필하고 코부이치가 일러스트를 담당하여 미디어 팩토리가 MF문고 J 브랜드로 발간하고 있는 라이트노벨로, 대한민국에서는 서울문화사가 제이노블을 통해 번역 출간하고 있다.
일본을 기준으로 6권 발간과 동시에 애니메이션 화가 발표되었다.

## 줄거리
작중의 무대는 무기로 무장한 탐정인 무정(武偵)을 양성하는 학교인 도쿄무정고교. 이 학교의 강습과 소속이었던 주인공 '토오야마 킨지'는 자퇴를 준비하기 위해 탐정과로 과를 옮기지만, 강습과 S랭크의 엘리트소녀 '칸자키 H 아리아'의 눈앞에서 조상 대대로 전해져 내려오는‘히스테리아 모드’를 발동시켜 활약해버린다. 그로 인해 아리아는 킨지에게 관심을 가지고, 자신의 파트너가 되라며 킨지를 쫓아다니게 되면서 이야기가 시작된다.

## 등장인물
※ 애니메이션 설정 및 내용과 소설 내용과 인터넷에 떠도는 내용들을 바탕으로 저술됨.

### 도쿄 무정 고교

#### 학생
토오야마 킨지(遠山 キンジ/金次 도야마 긴지[*])
성우 - 마지마 준지
주인공. 도쿄무정고 2학년 A반. 전공과목은 탐정과. 평범한 삶을 지향해 일반 학교로 전학을 가려 한다. 'Hysteria savant syndrome(줄여서, HSS/통칭 히스테리아 모드)'이라는 가문 고유의 유전병을 가지고 있다. 이 병은 '어떤 특정 조건에 의해, β엔돌핀이 과다 분배되어 평소의 30배 이상의 두뇌 능력, 신체적 능력이 발휘되는 능력'이라고 한다.(킨지가 그 모드가 발동되는 조건은 이성에게 성적으로 흥분하는 것이다.) 무정 랭크는 탐정과 E랭크. 하지만 그의 진짜 랭크는 강습과 S랭크로, 처음 입학시험때 자신을 제외한 모든 상대(교관 포함)을 전부 전투 불능 상태로 만들어버린 일화가 있어 강습과로부터 상당한 존경을 받는다. 하지만 강습과 특유의 분위기 ( 인사 = 죽어!) 와 형의 사망으로 인해, 무정과 자신의 병에 대해 회의감을 느끼고 무정고를 나가려고 했으나, 후에 아리아와 만나게 되면서 그가 바라는 '평범한 일상'과는 안녕을 고하게 된다. 현재 바스커빌의 리더.
지니고 다니는 무기는, 권총(데져트 이글,베레타)과 버터플라이 나이프.
칸자키 H 아리아(神崎・H・アリア 간자키 H 아리아[*])
성우 - 쿠기미야 리에
히로인. 도쿄무정고 2학년 A반. 전공과목은 강습과. 1학년 3학기 때 전학을 옴. 일본인과 영국인의 혼혈이고, 귀족 신분이며 런던 무정국 소속의 뛰어난 무정. 이름의 가운데에 있는 알파벳 'H'는 홈스(Holmes)의 약자로 셜록 홈즈 4세이며, 리코에게 홈즈의 영자표기 'Holmes'를 프랑스어로 발음한 '오르메스'라고 불리기도 한다. 또한 다른 별칭으론, '쌍검쌍총의 아리아'. 무정킬러에 의해 위험에 빠진 킨지를 구해주며, 히스테리아 모드가 발동된 킨지의 실력을 보고 나서부터 킨지에게 관심을 갖고 자신의 파트너로 만들기 위해 따라다니기 시작한다. 진홍색의 트윈테일 머리에 체구도 작고 귀엽지만, 실은 S랭크의 무시무시한 실력을 가졌고, 거기다 성격까지 상당히 제멋대로이다. 그러나 그녀 역시 伊·U에 의해, 자신의 어머니가 억울하게 구속되는 등의 아픈 기억을 가지고 있다.
지니고 다니는 무기는, 2자루의 일본도와 2자루의 권총을 사용한다.
호토기 시라유키(星伽 白雪)
성우 - 다카하시 미카코
킨지의 소꿉친구. 2학년 B반. 전공과목은 SSR(통칭 s연<초능력 수사 연구과>) 소속. '호토키의 무녀'라 불리는 호토키 일족의 무녀. 일본 전설적인 신녀 '히미코'의 후손. 얌전한 외모와 착한 성격으로 전형적인 일본인의 이상형인 요조숙녀 성향을 띤 캐릭터. 그 이외의 스펙도 가히 엄친딸의 수준으로 편차지 75에 학생회장, 원예부장, 배구부장등 여러 가지를 맡은 속칭 '초인' 캐릭터. 하지만 토오야마 킨지에게 다른 여성과 관련 있는 일이 생길 경우, 생각지도 못한 발언과 행동으로 가히 '광년'에 가까운 변화를 보여준다. 일본 고대부터 내려오던 검 '이로카메아야메'을 소유. 후에 듀란달과의 전투 중 토오야마 킨지와 키스에 성공 후 자신감에 차 있게 된다. 팀 바스커빌의 멤버
미네 리코(峰 理子)
성우 - 이세 마리야
본명은 '미네 뤼팽 리코 4세' 즉, 괴도 뤼팽의 후손. 2학년 A반. 전공과목은 탐정과. 랭크는 A. 취미는 도촬, 엿보기, 해킹 등 남몰래 해야 하는 것 모든 것이며, 정보 수집 및 정보 조작 능력이 뛰어나다. 또한 초능력을 사용할 수 있다고도 한다. 작은 체구이지만 가슴은 꽤 크며, 교복을 개조해서 입고 다닌다. 밝고 활발한 성격이라 반에선 인기가 높다. 또한 보기와 달리, H한 걸 좋아하는 듯. 팀 바스커빌의 멤버
홈스와 라이벌적인 상대이며, 4세라고 불리는 것에 대하여 반감을 가지고 있다. 그래서 그녀는 자신의 증조할아버지인 뤼팽을 초월하고자, 伊·U에 가입해 무정 킬러 사건을 벌인다. 후에 伊·U의 뱀파이어 '블라드'와 대적 후 뤼팽의 능력을 반상실. 후에 토오야마킨지와 칸자키 아리아에게 다시 나타나, 함께 자신의 보물이면서 어머니의 유품인 로자리오를 훔치게 된다. 그리고 그와 함께 괴도로서의 능력도 다시 찾음. Heroine적인 능력과 엄청난 인터넷 괴도능력으로 활약중이다.
레키(レキ)
성우 - 이시하라 카오리
2학년 C반. 전공과목은 저격과. S랭크를 받은 최강의 저격수. 항상 말이 없고 인형같은 모습으로 있으며, 자신의 전공 때문인지 존재감은 희박한 편. 칭키즈칸의 후예. 저격 모드에 들어갈 때 '나는 한발의 총알'의 주문을 외운 후 저격을 개시한다. 6.0의 시력을 가지고 있으며, 수 km 떨어진 장소의 소리와 물의 흐름 같은 미세한 현상을 관찰할 수 있는 엄청난 재능을 지닌 소녀. 헤드셋으로 고향의 바람소리를 듣고 있으며, 자신의 말에 의하면 바람소리라고 한다. 하이마키라는 늑대를 애완동물로 데리고 다닌다.신칸센 납치 사건이 해결된 이후 바람소리는 더 이상 들리지 않는다고 한다.
비탄의 아리아 5권 (J노블) 에서는 토오야마 킨지를 보호(?)를 위해 키스를 하며 결혼을 요청한다.
토오야마 킨지와 같이 동이케부쿠로 고등학교로 편입한다. 토오야마 킨지와 모치즈키 모에가 같이 있을 때 새총으로 도토리를 날리고 집에서 토오야마 킨지에게 늑대는 늑대와 지내야 한다는 말을 한다.
무토 고우키(武藤 剛気)
성우 - 콘도 타카유키
2학년 A반. 토오야마의 절친. A랭크. 전공과목은 차량과. 료와 킨지랑 같이 붙어 다닐 때가 많음. 겉으로는 양아치인 척 하지만 마음만큼은 주위 친구들을 생각한다. 탈것에 대한 지식이 해박하며 운전 경험도 많고 실력도 출중함.
시라누이 료(不知火 亮)
성우 - 에구치 타쿠야
2학년 A반. 토오야마의 절친. 전공과목은 강습과. A랭크이며 잘 생긴 외모이며 권총, 격투, 나이프 등 여러 방면에서 실력이 좋은 편. 무정고 내에서 몇 안되는 상식적인 인물로, 토오야마에게 많은 도움을 준다. 토오야마 킨지가 편입한 학교에 1주일 먼저 극비 임무로 들어가 있었다.
히라가 아야(平賀 文)
장비과 2학년 동급생이며 엄청난 여자 로리 캐릭터.(초등생같은 일러스트이다.) 가히 s랭크를 받을만하나 과도한 요금 탈취, 엄청난 불법 개조 (킨지식 베라타 개조도 히라가 아야가 했다)로 인해 A랭크를 받았다.
엘 왓슨(L Watson)
2학년 A반. 전공과목은 위생과. 힐다의 습격을 받은 킨지를 도와주면서 아리아의 약혼자라 밝히며 토오야마 킨지를 고립시킨다. 그 후 아리아를 놓고 킨지와 싸운뒤 사실은 여자였음이 밝혀지며, 킨지에게 이 사실을 비밀로 할 것을 당부한다.
타카네
2학년 A반. 통신과로 토오야마 킨지가 '통신과 트리오'라고 부른다. 토오야마 킨지와 관련된 악평을 신속히 퍼뜨린다.1호차에서 대기했다
하야카와
2학년 A반. 통신과로 토오야마 킨지가 '통신과 트리오'라고 부른다. 토오야마 킨지와 관련된 악평을 신속히 퍼뜨린다.4호차와 5호차 사이에서 대기했다
아네사키
2학년 A반. 통신과로 토오야마 킨지가 '통신과 트리오'라고 부른다. 토오야마 킨지와 관련된 악평을 신속히 퍼뜨린다. 신칸센이 납치됐을 때 11호와 12호 사이에서 대기했다
후우마 히나
1학년 C반. 전공과목은 첩보과. 카나가와 무정고 부속 중학교에서 히스테리아 모드가된 토오야마 킨지에게 전투훈련에서 내동댕이 쳐진 다음 스승님이라 부르면서 따른다. 수행이라는 이름으로 아르바이트를 하며 학비가 밀리는 극빈소녀다.
토오야마 카나메(지포스)(遠山 金女 도야마 가나메[*])
1학년 C반. 바스커빌을 습격한 뒤 토오야마 킨지의 여동생이라 주장하며 따른다. 사람들의 관심을 받자 토오야마 킨지는 급하게 카나메란 이름을 지어준다. 그 뒤 무정고교에 전학온다. 히스테리아 모드가 있다. 단, 토오야마 가문의 여자의 히스테리아 모드는 가련한 여성으로 보이려는 형태여서 오히려 약해진다. 정체를 알 수 없는 화합물을 먹지 않으면 죽는다. 그래서 화합물의 대용품인 카라멜을 좋아한다. 사실 토오야마 킨지의 아버지의 클론으로 토오야마 킨지의 여동생이다.
마미야 아카리
1학년으로 칸자키 H 아리아의 아미카다.
안도우
장비과다.
소우미야 츠구미
구호과 1학년에 수의과 전공으로 남방을 공격하기 위해 바스커빌이 홍콩으로 수학여행갈때 하이마키를 맡았다.
리사 아베 듀 앙크

##### 팀 콘스텔레이션
팀 콘스텔레이션은 수학여행II에서 잔을 제외한 3명이 목적지인 싱카포르에 가지못해 유급위기이며 수학여행V로 유럽으로간다. 토오야마 킨지는 팀 바스커빌에서 탈퇴된뒤 팀 콘스텔레이션의 감사역으로 같이간다.
잔 다르크 30세(ジャンヌ・ダルク)
성우 - 카와스미 아야코
시라유키와 같은 초능력 무정인 '초정'. 伊·U 소속. 잔 다르크의 후손. 명검 듀란달을 소유하고 있으며 시라유키와의 싸움 후 듀란달이 부서지고 그 반쪽으로 지팡이를 만든다. 말투나 행동으로난 상당히 냉정하고 침착한 성격 같으나 사실상 덜렁이. 이후 사법거래를 통해, 무정고로 편입하게 된다. 시라유키와의 싸움 후 시라유키에게 호감을 가지게 된다. 그림을 엄청 못그린다. 팀 콘스텔레이션의 리더다.
나카소라치 미사키
2학년 C반. 전공과목은 통신과. B 랭크이며 강습작전때 자주 오퍼레이터를 해준다. NHK아나운서처럼 발음이 깨끗하고 냉정하며 잘 들리지 않는 목소리를 전부 구별해서 상황을 전해준다. 특별한 장비 없이 귀만으로 음향 조사가 가능하다. 하지만 부끄럼증이 있어서 실제로 만나면 대화를 잘 못한다. 잔과 친하며 같은방을 쓴다. 팀 콘스텔레이션의 부리더다.
시마 이치고
전공 과목은 차량과. A랭크이며 무토우 고우키의 라이벌로 여겨진다. 135cm정도의 키에 원형의 거의 안남은 개조된 교복을 입는다.
쿄우고쿠 메메
감식과. 항상 통신 강좌로 수업을 들으며 수학여행II에서는 심리적인 문제로 결석했고 수학여행V는 반년 만에 집에서 나오다가 과호흡으로 입원해 왓슨이 대리로 참여한다,

#### 교직원
사요나키 토오루(小夜鳴 徹 사요나키 도루[*])
성우 - 노지마 켄지
무정고교의 구호과 소속의 교사. 언제나 단정하게 정장을 차려 입고 있는 미청년으로, 여학생들에게 인기가 많다. 누구에게나 존댓말을 쓰고 예의바르게 행동한다. 하지만 그의 정체는 伊·U의 No.2이면서 뱀파이어의 후손인 '블러드'. 그는 생명체의 우열한 유전자만을 채취해 자신의 능력과 신체를 강화시켰다. 또한 과거에 부모를 잃은 리코를 감금하고 폭행을 하고 리코의 보물을 빼앗았다고 한다.
츠즈리 우메코
무정고교의 심문과 교사이자 2학년 B반 담임이다. 검은 단발 머리이며 검은 코트를 입고 글록18로 무장하고있으며 항상 눈이 풀려있다. 심문으로는 명인이다. 듀란달이 노리는 호토기 시라유키에게 보디가드를 권한다.
란표
무정고교의 강습과 교사다. 19살의 나이로 홍콩 야쿠자의 딸로 홍콩에서 큰 활약을 했으며 교사로 취직했지만 흉표해서 계속 해고당해 무정고를 전전하고있다. 2학년 C반 담임이다.
유우키 루리
특수 수사 연구과 교사로 원래 여배우다.
야도코로 이린
구호과 교사다.
타카마가하라 유토리
2학년 A반 담임이자 탐정과 교사로 토요야마 킨지는 무정고의 양심이라고 말했다. 머리를 저격당해 싸울수 없게 될때까지 '피바다 유토리'라 불리며 용병일을 했다.
미도리마츠 타케루
도쿄무정고교의 교장으로 사람의 기억에 남지 않는 능력을 가지고 있다. 그래서 '보이는 투명인간'이라 불린다.
난고우
저격과 교사다. 레키가 코코에게 부상을 입었을 때 토오야마 킨지에게 케이스 E8(내부에 범인이 있을 가능성이 높아서 주위에 알리지 않는다.신용할 수 있는 자에게만 연락해서 당사자의 손으로 해결해라)이라고 말한다.
가나하
위생과 교사.
에도가와
차량과 교사로 전학을 위해 퇴학당한 토오야마 킨지에게 호텔을 잡아준다.

### 그 외
카나(토오야마 킨이치)(遠山 金一 도야마 긴이치[*])
토오야마 킨지의 형. 가문에 유전되는 병을 'Hysteria savant syndrome'이라고 명명한 장본인. 평소에도 HSS을 발휘시키기 위해 여장을 하고 다니지만 이 활동은 뇌에 많은 영향을 주어서, 겨울잠을 자는 시기가 생겼다. 하지만 이 여장이 진짜 여자들보다 훨씬 예쁘다. (원래는 킨지가 어머님이 없는걸 슬퍼해서 달래주려고 한 것이 일의 발단이였다고 한다) 여러 가지 히스테리아 파생(히스테리아 아고니잔테 등.)을 명명, 개발하고 형으로서의 면모를 톡톡히 보여주며 킨지를 도와준다.
파트라
클레오파트라의 후손이다.
타마모
실제로는 808살을 먹은 요괴지만, 겉모습은 어린애다.
메이야 로마노
바티칸의 성녀이자 수녀로 로마 무정교 섬마과 5학년이다. 자신의 몸을 소모해서 능력을 쓰는 I종류 초능력자이기 때문에 능력 사용뒤 술(알코올)을 먹는다. 어머니는 이탈리아인이지만 아버지는 일본인이라서 이름을 일본어로 쓸수있다. 카나가 단기유학 갔을 때 같이 범죄조사를 했으며 카나를 여자로 알고있다. 카나가 간간이 말하는 성경의 구절은 메이야한테 배웠다.
지서드(토오야마 킨조)(遠山 金三 도야마 긴조[*])
토오야마 킨지와 싸우고 진다. 그 뒤 토오야마 킨지에게 자신이 멀쩡하다는 영상을 보낸다. 지서드는 미술품을 보면 히스테리아 모드가된다. 사실 토오야마 킨지의 아버지의 클론으로 토오야마 킨지의 남동생이다.
셜록 홈즈
칸자키 H 아리아의 증조할아버지로 이·우의 보스다.
힐다
블러드의 딸이다. 전에 리코를 괴롭힌거 같지만은, 리코 덕분에 산 이후 리코를 위해 병문안을 가는 모습을 보이는 등 바스커빌에 우호적이 된다.
카체 그랏세

호토기 코나유키
호토기 시라유키를 의자매로 시라유키를 잘 따른다. 전통과 호토기 신사의 규정을 잘 따른다. 그렇지만 호토기 신사 밖의 세상을 무서워한 시라유키와는 다르게 동경하지만 표사는 법도 모르는 촌뜨기다. 신탁은 잘 적중하는 편으로 내각총리대신도 신탁을 받은적이 있다. 토오야마 킨지에게는 이번달 안으로 구혼을 받는다는 신탁을 한다.
호토기 키리유키

호토기 하나유키

호토기 카자유키
코코에게서 토오야마 킨지와 레키를 구해준다. 레키의 이름을 듣고 레키의 정체를 시라유키에게 알려준다. 외국 교회나 사원과의 외교를 담당하는 무녀다.
마키에다
호토기 신사의 운전사다.
하이마키
레키가 무정견으로 기르는 늑대다.
코코(짜오짜오)
자칭 만능무인으로 2학기 개학식날 토오야마 킨지와 칸자키 H 아리아를 습격한다. 그 뒤 수학 여행을 간 토오야마 킨지와 레키를 습격해 레키를 부상입힌다. 사실은 메이메이, 파오냥, 쥬쥬 세자매다. 수학 여행 마지막날에 토오야마 킨지, 시라누이 료, 무토 고우키, 호토기 시라유키, 통신과 트리오등이 탄 신칸센을 납치한다. 납치한 뒤 잡혀서 나가노 형무소에 있다.
츠쿠모
지서드의 부하다. 요괴.
토오야마 마가네
토오야마 킨지의 할아버지다. 화약 냄새로 레키가 저격수인것과 지서드와 지포스의 강점을 간파하고 파리를 젓가락으로 잡는 실력이있다. 사실 미국이 죽이는데 막대한 인원,경비가 필요한 병사이자 평생 경계하는 다이하드로 불리는 존재로 구 제국 해군 소위로 제로센의 파일럿이었다. 북태평양 알류산 열도 부근에서 미군에 격추된뒤 헤엄쳐서 구 일본령 브레스크 섬으로가 다음날 상륙한 미군 300명을 혼자 막았다. 그때 상처로 종전될때까지 일어설수 없었다.
토오야마 세츠
토오야마 킨지의 할머니다. 전투적인 일족의 자손으로 토오야마 가문의 무술도 상당히 알고있다. 지서드를 번역한 킨조(金三)로 불른다.
토오야마 콘자(遠山 金叉 도야마 곤자[*])
토오야마 킨지의 아버지다.
모치즈키 모에
토오야마 킨지가 편입한 반의 학급 임원으로 다른반에도 모치즈키가 있어서 모에라고 불린다. 비앙카라는 대형개를 기르지만 말을 잘 듣지 않는다. 토오야마 킨지에게 호감을 노골적으로 표현하지만 토오야마 킨지는 이해하지 못한다. 킨지에게 편지로 고백하지만 킨지가 다 읽기전에 레키가 편지를 몰수한다. 킨지가 다시 무정이 되자 무정이 되기로 결심한다.
후지키 바야시

아사오

고릴
동이케부쿠로 고등학교의 체육교사로 킨지를 반에 안내하했다. 고릴은 별명이다.
모치즈키 사키
모치즈키 모에의 여동생이다. 추리소설을 좋아한다.
카가타카 키쿠요

레온

유앙 메이시
수학여행에서 소매치기당한 토오야마 킨지를 도와준다. 일본으로 유학가는게 꿈이며 일본어를 공부한다. 남방이 운영하는 학교에 다녀서 토오야마 킨지를 학교에 통보해야 됐지만 얼굴을 몰라서 통보하지 못한다.
친 씨
금이간 선글라스를 낀 할아버지로 토오야마 킨지가 ICC빌딩으로 돌아갈때 돈을 준다.
코우
나고야 무정 여자고교의 교복을 입고있으며 손오공이다. 붉은색인 오른쪽 눈에서 여의봉이라는 이름의 레이져를 쏴서 지서드를 쓰러뜨린다. 그 뒤 홍콩에서 토오야마 킨지와 만나서 도망가다 토오야마 킨지에게 절에서 잡힌다. 잡힌뒤 강화의 토오야마 킨지에게 들은 강화를 보고하기 위해 돌아간다. 원래는 코우지만 옛날에 황제가 신이되기 위한 방법의 실험으로 일본에서 온 무녀의 비술을 써서 무신의 마음을 넣었고 그 마음이 손이라고 말한다. 코우일때와 손일때의 상태는 완전히 다르며. 코우와 손의 전환은 코우도 가능하지만 남방도 '파트라의 열쇠'라는 이집트 기술로 가능하게 됐으며 손을 마음대로 꺼내는 건 삼장법사 이후 처음이다.
제갈공명

## 극동전쟁
극동전쟁(FEW-Far East Warfare)은 이·우의 붕괴로 휴전상태였던 상황이 재발한 전쟁이다.

### 사단
- 이·우 연찬파 - 잔 다르크 30세
- 바스커빌 - 토오야마 킨지, 레키, 호토기 시라유키, 미네 리코 뤼팽 4세, 칸자키 H 아리아
- 리버티 메이슨 - 엘 왓슨, 카이저
- 우르스 - 레키
- 바티칸 - 메이야, 로레타
- 타마모
- 지서드
- 토오야마 카나메(지포스)
- 남방 - 제갈공명, 코우
- 리사 아베 듀 앙크

### 권속
- 이·우 주전파 - 파트라
- 마녀연대 - 카체 그랏세
- 힐다(사단의 포로)
- 하비
- 세일러

### 무소속
- 카나
- 지서드
- 지포스
- LOO
- 리버티 메이슨 - 엘 왓슨

## 애니메이션
2011년 4월부터 6월까지 TBS와 BS-TBS 등의 방송사를 통해 방영되었다. 대한민국에서는 애니플러스가 일본어 음성에 한국어 자막을 덧씌운 채로 제공했다.

### 비탄의 아리아

#### 제작진
- 원작 - 아카마츠 츄가쿠
- 원작 일러스트 - 코부이치
- 감독 - 와타나베 타카시
- 시리즈 구성 - 시라네 히데키
- 애니메이션 캐릭터 디자인 - 이와쿠라 카즈노리
- 프롭 디자인 - 카지타니 미츠하루, 마츠시타 이쿠코
- 미술감독 - 니다 테루히코
- 색채 설계 - 이토 유키코
- 촬영감독 - 오오쿠치 요시오
- 편집 - 니시야마 시게루
- 음향감독 - 아케타가와 진
- 음악 - 오자와 타쿠미
- 음악 프로듀서 - 노자키 케이이치
- 음악 제작 - Flying Dog
- 프로듀서 - 카토 마사즈미, 야마구치 야스히로, 사사오 아케마사, 코마츠 시게아키, 하야시 요헤이, 마츠쿠라 유지
- 애니메이션 프로듀서 - 타베야 마사히로
- 애니메이션 제작 - J.C.STAFF
- 제작 협력 - 미디어 팩토리, Flying Dog, 무빅, J.C.STAFF
- 제작 - 도쿄무정고교, TBS

#### 주제가
오프닝 테마 "Scarlet Ballet"
작사 - 이노우에 아키오 / 작·편곡 - 아사쿠라 다이스케
노래 - [May'n]
엔딩 테마 〈카멜리아의 눈동자〉(カメリアの瞳)
작사·작곡 - 나카노 아이코 / 편곡 - 코노 요고
노래 - 나카노 아이코

#### 각화 리스트
부제의 풀이는 애니플러스의 표기를 따른다.
| 화수   | 부제(원제/풀이)                                         | 각본              | 그림 콘티       | 연출              | 작화감독                                                                          | 총 작화감독       |
| ------ | ------------------------------------------------------- | ----------------- | --------------- | ----------------- | --------------------------------------------------------------------------------- | ----------------- |
| 제1화  | La Bambina (소녀)                                       | 시라네 히데키     | 와타나베 타카시 | 스즈키 요헤이     | 토미나가 에이지 우지에 요시히로 마츠시타 이쿠코                                   | 시마무라 히데카즈 |
| 제2화  | 双剣双銃［カドラ］のアリア {쌍검쌍총(카도라)의 아리아}  | 야스카와 쇼고     | 와타나베 타카시 | 야마구치 요리히사 | 호시노 메구미 타케모리 유카 야마요시 카즈유키 데노 요시노리 이카이 카즈유키       | 이모토 유키       |
| 제3화  | ファースト・ミッション (퍼스트 미션)                    | 히라바야시 사와코 | 시마즈 히로유키 | 사토 히카루       | 카사노 아츠시 노리미 소노미 야스모토 마나부 모리마에 카즈야 우지에 요시히로(총기) | 누마타 세이야     |
| 제4화  | 武偵殺し (무장 탐정 살인)                               | 야스카와 쇼고     | 후쿠다 미치오   | 사가 사토시       | 카미모토 카네토시                                                                 | 카미모토 카네토시 |
| 제5화  | 武偵憲章 1条 (무장 탐정 헌장 1조)                       |                   |                 |                   |                                                                                   |                   |
| 제6화  | ジークハイル (만세)                                     |                   |                 |                   |                                                                                   |                   |
| 제7화  | かごのとり (새장 속의 새)                               |                   |                 |                   |                                                                                   |                   |
| 제8화  | 魔剣 {듀랜달(마검)}                                     |                   |                 |                   |                                                                                   |                   |
| 제9화  | 蜂蜜色の罠(ハニート・ラップ) {벌꿀색의 함정(허니 트랩)} |                   |                 |                   |                                                                                   |                   |
| 제10화 | 特訓 (특훈)                                             |                   |                 |                   |                                                                                   |                   |
| 제11화 | 潛入 (잠입)                                             |                   |                 |                   |                                                                                   |                   |
| 제12화 | ブラド (블러드)                                         |                   |                 |                   |                                                                                   |                   |

### 비탄의 아리아 AA

#### 제작진
- 원작・시리즈 구성 협력 - 아카마츠 츄가쿠
- 감독 - 카와바타 타카시
- 시리즈 구성 - 시모 후미히코
- 캐릭터 원안 - 코부이치, 타치바나 쇼카코
- 캐릭터 디자인 - 오오시마 미와
- 소품 디자인 - 미야 유타카
- 총작화감독 - 쿠보 마리코, 키쿠치 치사토
- 총기 작화감독 - 후지사와 토시유키
- 미술설정 - 타카하시 타케유키
- 미술감수 - 나이토 켄
- 미술감독 - 모치즈키 타쿠마
- 색채설계 - 타케우치 유우타
- 촬영감독 - 쿠도 야으시
- 3D - 와타나베 요시히로
- 편집 - 마츠바라 리에
- 음향감독 - 에노모토 타카히로
- 음악 - 이가 타쿠로
- 음악 제작 - 플라잉도그
- 음악 프로듀서 - 西辺誠
- 프로듀서 - 야마시타 신페이, 카미나가 케이스케, 후쿠다 마사오, 야마요시 타카노리, 카마타 하지메, 이소가이 노리토시
- 애니메이션 프로듀서 - 나카무라 요스케
- 애니메이션 제작 - 동화공방
- 제작 - ProjectAA

#### 주제가
오프닝 테마「Bull's Eye」
작사・노래 - 나노 / 작곡・편곡 - WEST GROUND
엔딩 테마「펄스」(パルス)
작사・작곡・편곡 - Tes. / 노래 - Team AA［마미야 아카리 (사쿠라 아야네)×칸자키・H・아리아 (쿠기미야 리에)］

#### 각화 리스트
| 화수 | 부제(원제/풀이)                    | 각본            | 그림 콘티                         | 연출                          | 작화감독 | 원작 (만화) | 원작 (소설) |
| ---- | ---------------------------------- | --------------- | --------------------------------- | ----------------------------- | --- | ----------- | ----------- |
| 1탄  | もう一人のA (또 한 명의 A)         | 시모 후미히코   | 카와바타 타카시                   | 카와바타 타카시               | 쿠보 유리카 소가 아츠시 히가시지마 히사시                                                                                     | I巻         | I巻         |
| 2탄  | 危険な関係 (위험한 관계)           | 시모 후미히코   | 토쿠야마 타로                     | 하시구치 요스케               | 키쿠치 마사요시 후지타 마유미 카이호 히토미 요시무라 메구미 호리 아야나                                                       | I巻         | I巻         |
| 3탄  | 戦妹（アミカ）志願 (아미카 지원)   | 시모 후미히코   | 요시카와 히로아키                 | 오카다 켄지로                 | 히라츠카 토모야 소가 아츠시 와타나베 마이 사키구치 사오리 사토 코노미 토미타 요시토루 코미야마 유미코                         | II巻・III巻 | I巻・II巻   |
| 4탄  | カルテット・前編 (콰르텟・전편)    | 시모 후미히코   | 하라구치 히로시                   | 노기모리 타츠야               | 키쿠치 마사요시 후지타 마유미 스기모토 코지 사쿠라이 코노미 박재숙                                                            | III巻       | II巻        |
| 5탄  | カルテット・後編 (콰르텟・후편)    | 소고 마사시     | 후지사와 토시유키                 | 소쿠자 마코토                 | 소가 아츠시 타치구치 노리타카 이이다 미츠히로 시라이시 사토루 이이카이 카즈유키 이이즈카 요코 츠보타 신타로                   | III巻       | II巻        |
| 6탄  | 小悪魔たちの依頼 (소악마들의 의뢰) | 시모 후미히코   | 하카타 마사토시                   | 아사미 마츠오                 | 스기모토 코지 카이호 히토미 키쿠치 마사요시 야마자키 테루히코 칸노 토시유키 모토토루 쥰 김이성                                | V巻         | III巻       |
| 7탄  | あかり争奪戦 (아카리 쟁탈전)       | 소고 마사시     | 요시카와 히로아키                 | 후치가미 마코토               | 나카모토 히사시 히가시지마 히사시 타치구치 노리타카 소가 아츠시 소메야 유리카                                                 | V巻         | III巻       |
| 8탄  | プール・トラップ (풀 트랩)         | 아카마츠 츄가쿠 | 하라구치 히로시                   | 하시구치 요스케               | 카이호 히토미 키쿠치 마사요시 후지타 마유미 야마자키 테루히코 스기모토 코지                                                   | II巻        |             |
| 9탄  | 家庭訪問 (가정 방문)               | 시모 후미히코   | 카와바타 타카시                   | 에조에 히토미                 | 히라츠카 토모야 치바야마 나츠에 사토 코노미 미츠이 아사미 카와시마 히사시                                                     |             |             |
| 10탄 | ファーストミッション (퍼스트 미션) | 소고 마사시     | 에조에 히토미                     | 노기모리 타츠야 사토 카즈마   | 키쿠치 마사요시 후지타 마유미 카이호 히토미 야마자키 테루히코 스기모토 코지 이이카이 카즈유키 야마오카 슌                     | IV巻        | II巻・III巻 |
| 11탄 | 決戦 (결전)                        | 시모 후미히코   | 요시카와 히로아키 하라구치 히로시 | 소쿠자 마코토 후치가미 마코토 | 히가시지마 히사시 타치구치 노리타카 나가오 케이고 사토 코노미 나카모토 히사시 치바야마 나츠에 미츠이 마미 토미타 모토토루     | IV巻        | III巻       |
| 12탄 | 二人のA (두 명의 A)                | 시모 후미히코   | 카와바타 타카시                   | 카와바타 타카시               | 쿠보 마리코 소가 아츠시 쿠리타 사토미 사토 코노미 키쿠치 마사요시 카이호 히토미 후지타 마유미 야마자키 테루히코 스기모토 코지 |             |             |